# 偷情男女
《偷情男女》，是1997年上映的香港三级片，导演陳奧圖，主演王书麒、唐德惠、小澤圓、曹永廉、吳毅將。

## 剧情
该片讲述廣告公司導演周華其的故事，他為人友善，對女友十分專一，但卻受不住新同事李茜茜的誘惑，出了女友的軌...

## 演出
| 演员   | 角色   | 配音   | 备注                                    |
| ------ | ------ | ------ | --------------------------------------- |
| 王书麒 | 周華其 | 潘文柏 | 廣告公司導演，對女友十分專一。          |
| 唐德惠 | 陳美惠 |        | 廣告公司攝影師，周華其之女友。          |
| 小澤圓 | 李茜茜 | 鄭麗麗 | 廣告公司的新員工。                      |
| 曹永廉 | 大偉   | 羅偉傑 | David，周華其的好友，髮型師，生性風流。 |
| 簡佩筠 | 安安   |        | 大偉曾傾慕的對象，但因發生誤會而告終。  |
| 吳毅將 | 哥哥   | 楊捷康 | David女友的哥哥。                       |

## 製作

### 選角
童星及電視劇演員出身的男主角王書麒，該時期開始轉型，演出多套色情片。
女主角是日本AV女優小澤圓，當時香港色情片起用日本AV女優已屬常見情況。據日本文化研究學者吳偉明〈日本色情電影在香港的歷史考察〉之附錄〈日本演員參與香港色情片一覽表〉，本片是小澤圓唯一參演的香港色情片。:31
配角曹永廉是歌手出身，簡佩筠是電視劇演員出身，缺乏色情演出經驗，在本片中亦只負責較保守的戲份，發揮空間甚少。

## 電影分級及公映
依香港電影分級制度本片屬於第Ⅲ級，18歲以下人士不得收看。
電影票房約為港幣330萬元，學者吳偉明認為屬理想成績。:21

## 外部連結
- 開眼電影網上《偷情男女》的資料（繁體中文）
- 豆瓣电影上《偷情男女》的資料 （简体中文）
- AllMovie上《偷情男女》的资料（英文）
- 香港影庫上《偷情男女》的資料（繁體中文）
- 互联网电影数据库（IMDb）上《偷情男女》的资料（英文）